# Sông Phố Cũ
Sông Phố Cũ là một con sông đổ ra Sông Tiên Yên. Sông có chiều dài 57 km và diện tích lưu vực là 415 km². Sông Phố Cũ chảy qua các tỉnh Lạng Sơn, Quảng Ninh.